# Paolo Giuseppe Solaro
Paolo Giuseppe Solaro (Szeben, 24 de janeiro de 1743 - Turim, 9 de setembro de 1824) foi um cardeal do seculo XIX

## Biografia
Nasceu em Szeben em 24 de janeiro de 1743. De família nobre originária de Villanova de'Solari, diocese de Turim, Piemonte. Sobrinho de Giovanni Paolo Solaro, bispo de Vercelli.
Estudou na Universidade de Turim, onde obteve o doutorado em teologia em 25 de junho de 1765; e um doutorado in utroque iure, direito canônico e civil, em maio de 1767.
Ordenado em 22 de fevereiro de 1766. Vigário geral de Turim. Capelão do rei da Sardenha. Diretor do Collegio Reale dei Nobili .
Eleito bispo de Aosta em 20 de setembro de 1784. Consagrado em 26 de setembro de 1784, igreja de S. Andrea della Valle, Roma, pelo cardeal Hyacinthe Gerdil, B., prefeito da SC do Índice, assistido por Giuseppe Maria Contesini, titular arcebispo de Atene, esmola papal, e por Pietro Luigi Galletti, OSB, bispo titular de Cirene. Tomou posse da sé em 26 de fevereiro de 1785. Renunciou ao governo pastoral da diocese de Aosta em 15 de maio de 1803, depois de permitir a união da sé com a diocese de Ivrea no dia 1º de junho seguinte. Abott commendatario do mosteiro de Fruttuaria.
Criado cardeal sacerdote no consistório de 23 de setembro de 1816; recebeu o barrete vermelho por breve data papal no dia seguinte; recebeu o chapéu vermelho em 20 de novembro de 1816; recebeu o título de S. Pietro in Vincoli, em 24 de novembro de 1823. Foi encarregado pelo Papa Pio VII de executar a bula que reorganizava as dioceses do Piemonte para a transferência das sedes de Novarta e Vigevano da jurisdição de Milão para aquela de Vercelli. Participou do conclave de 1823, que elegeu o Papa Leão XII; foi favorável ao veto austríaco contra a eleição do cardeal Antonio Gabriele Severoli.
Morreu em Turim em 9 de setembro de 1824, de apoplexia. Enterrado na cripta dos arcebispos na catedral metropolitana de Turim.